# Tyler, The Creator
Tyler, The Creator, de son vrai nom Tyler Gregory Okonma (né le 6 mars 1991 à Hawthorne), est un rappeur, producteur, acteur, designer, graphiste, réalisateur, scénariste, styliste, et directeur artistique américain. Principal rimeur et leader du collectif de hip-hop alternatif Odd Future, il est aussi membre du groupe EarlWolf avec son confrère Earl Sweatshirt, Tyler produit ses propres albums solo, le premier étant son album non-studio Bastard, publié sur Internet en 2009. Il suit d'un premier album, Goblin, publié le 10 mars 2011, et d'un deuxième, Wolf publié le 2 avril 2013 tous les deux au label XL. Son troisième album, Cherry Bomb (album), est publié le 13 avril 2015, son quatrième, Scum Fuck Flower Boy, le 21 juillet 2017, son cinquième, IGOR, le 17 mai 2019, son sixième, Call Me If You Get Lost, le 25 juin 2021, son septième album Call Me If You Get Lost: The Estate Sale le 31 mars 2023, son huitième album Chromakopia le 28 octobre 2024 et Don't Tap The Glass le 21 juillet 2025. Il produit également Earl Sweatshirt et Domo Genesis. En avril 2011, il signe une coentreprise avec RED Distribution et Sony Music Entertainment.

## Biographie

### Enfance
Tyler Okonma naît à Hawthorne, en Californie, d'un père nigérian et d'une mère afro-américaine de descendance canadienne,,. Dans ses chansons, il révèle ne jamais avoir connu son père, et avoir passé sa jeunesse dans les quartiers de Ladera Heights et Hawthorne au sud-ouest du comté de Los Angeles,. À l'âge de 7 ans, Tyler prenait les pochettes des albums et créait des jaquettes pour ses propres albums imaginaires dont une liste des titres avec des temps de chanson avant même de faire de la musique,. À ses 12 ans, il fréquente une douzaine d'écoles différentes à travers Los Angeles et Sacramento. À 14 ans, Okonma apprend de lui-même à jouer du piano.
Plutôt ouvert musicalement, y compris au rock et au jazz, Tyler est un grand fan de Eminem, Pharrell Williams (N.E.R.D et Neptunes) qu’il considère comme son père spirituel. Tyler est obsédé par le père qu’il n’a pas eu et s’en ouvre dans de nombreuses rimes, dont les chansons autobiographiques Bastard et Answer (il prend plaisir à l'attaquer dans ses chansons).

### BastardetGoblin(2009–2011)

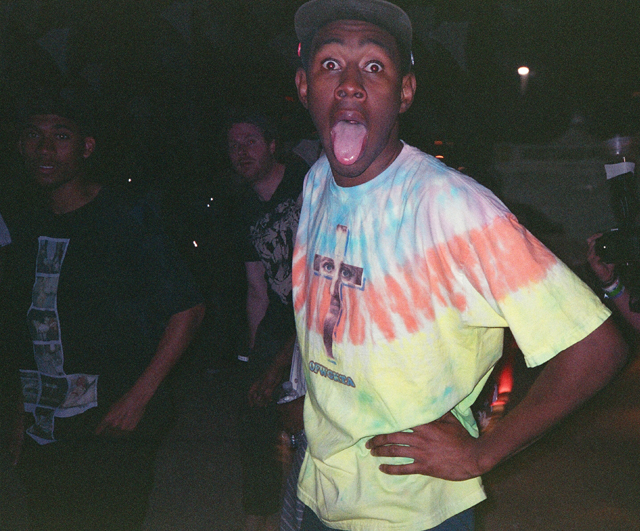
Tyler en avril 2011.

Le 25 décembre 2009, Tyler publie son premier album non-studio, Bastard. L'album est classé 32e dans le top des albums de 2010 par Pitchfork. Le 11 février 2011, Tyler publie le clip vidéo de la chanson Yonkers, le premier single de son premier album, Goblin publié le 10 mai 2011. La vidéo attire l'intérêt de la presse et du public,,,. Une version longue accompagnée d'un troisième couplet est mise en ligne sur iTunes.
Après la publication de Yonkers, Tyler annonce sa signature pour un album au label XL Recordings. Tyler et son collègue Hodgy Beats d'OF passent pour la première fois à la télévision le 11 février 2011 en jouant Sandwitches à l'émission Late Night with Jimmy Fallon. Le 16 mars, Tyler et Hodgy jouent Yonkers et Sandwitches aux mtvU Woodie Awards de 2011. Goblin est publié le 10 mai 2011.
Lors d'un entretien avec Tyler pour le magazine Interview, Waka Flocka Flame exprime son intérêt de collaborer avec le chanteur d'Odd Future sur un clip vidéo.

### WolfetLoiter Squad(2012–2014)

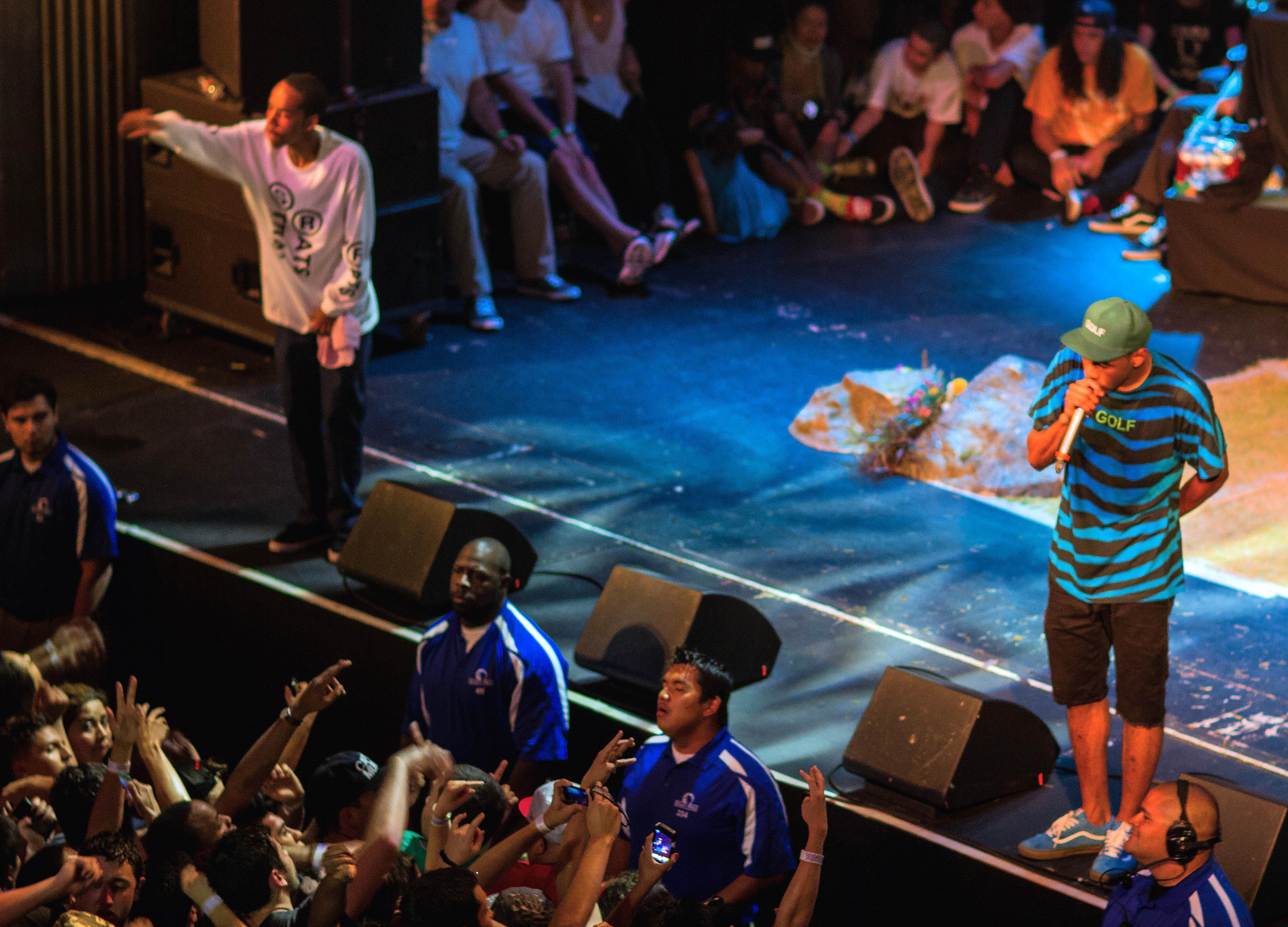
Tyler The Creator et Earl Sweatshirt au Pomona Fox Theater, en 2013.

Tyler prévoit initialement l'album au début de 2010 sous le titre Wolf. Au début de 2011, il annonce à ses fans sur Formspring que son deuxième album sera intitulé Wolf et sera publié en mai 2012. L'album continue avec les sessions de Tyler avec son psychiatre, Dr. TC, comme évoqué dans son premier album, Bastard. Wolf est publié le 2 avril 2013, contient les instrumentaux que Tyler a produit à 15 ans. À l'attente de la publication de Wolf, Tyler participe à des chansons de plusieurs autres artistes comme Trouble on My Mind de Pusha T, Martians vs. Goblins de Game (avec Lil Wayne), I'ma Hata de DJ Drama (avec Waka Flocka Flame et D-Bo), No Idols avec The Alchemist, et Blossom and Burn du groupe Trash Talk (avec Hodgy Beats). Tyler coproduit également la chanson 666 du troisième album de MellowHype, Numbers, avec Mike G. Tyler remporte un prix dans la catégorie de « nouvel artiste » pour Yonkers aux MTV Video Music Awards en 2011.
Le 14 février 2013, OFWGKTA publient une vidéo sur YouTube, qui montre L-Boy et qui annonce la publication Wolf pour le 2 avril 2013. Le même jour, Tyler révèle trois couvertures sur Instagram. Entre mars et avril, Tyler se lance dans une tournée en Amérique du Nord et en Europe. Le premier single de l'album est publié le 14 février 2013, et s'intitule Domo23, accompagné du clip qui fait participer Domo Genesis, Earl Sweatshirt, Jasper Dolphin et Taco Bennett. Le 26 février 2013, Tyler joue les chansons Domo23 et Treehome95 au Late Night with Jimmy Fallon.
Wolf est publié le 2 avril 2013 par Odd Future Records et RED Distribution sous Sony Music Entertainment. Il fait participer Frank Ocean, Mike G, Domo Genesis, Earl Sweatshirt, Left Brain, Hodgy Beats, Pharrell, Casey Veggies et Erykah Badu. L'album est produit par Tyler, The Creator, à l'exception de la chanson Lone. Le 31 janvier 2014, Tyler annonce s'associer avec Mac DeMarco.

### Cherry Bomb(depuis 2015)
Le 9 avril 2015, Tyler publie une nouvelle chanson intitulée Fucking Young sur la page officielle d'OFWGKTA sur YouTube. Tyler annonce le même jour que les chansons seront incluses dans son nouvel album Cherry Bomb prévu pour le 13 avril 2015. Deux jours plus tard, Tyler joue les chansons Fucking Young et Deathcamp au festival de Coachella. Durant le set, Tyler vise les membres VIP du public, et se moque de Kendall Jenner, en lui disant fuck you (« va te faire mettre »), auquel Jenner répond avec un doigt d'honneur,.
Le troisième album de Tyler, Cherry Bomb est mis en ligne le 13 avril 2015 par son label Odd Future Records, accompagné d'exemplaires physiques de l'album prévus le 28 avril 2015. L'album fait participer des artistes notables comme Kanye West, Lil Wayne et Schoolboy Q,. L'album sera le sujet d'une tournée mondiale en passant par l'Amérique du Nord, l'Europe et l'Asie, à commencer par le festival Coachella le 11 avril 2015, et en finissant à Tokyo, au Japon en septembre 2015. Tyler annule sa tournée en Australie à cause d'une campagne de l'organisation Collective Shout contre la misogynie.

## Critiques
Tyler est souvent critiqué pour son attitude homophobe, en particulier par l'usage fréquent du mot faggot (« PD »), dans ses paroles et sur Twitter,. Il dément toute accusation d'homophobie, expliquant : « Je ne suis pas homophobe. Je dis juste PD et utilise gay comme adjectif pour décrire de la merde, », et « Je suis pas homophobe. Je pense simplement que PD frappe mieux les gens. » Cependant, il explique par la suite lors d'un entretien avec MTV News : « J'ai des fans gays et ils ne le prennent pourtant pas mal, alors j'en sais rien. Si on le prend mal, alors c'est comme ça. Si on m'insulte de négro, je m'en fous pas mal, c'est que des mots. Il y a des gens qui peuvent le prendre autrement ; perso, j'en ai rien à foutre,. »
Tyler est également décrié pour ses paroles explicites sexistes et misogynes,. Brent DiCrescenzo de Time Out Chicago explique que le viol est un « thème qui revient beaucoup » dans l'album Goblin de Tyler. The Fader compte 68 utilisations du terme bitch (« salope ») en 73 minutes dans Goblin.
Malgré ces accusations Tyler, The Creator est un rappeur très proche d'artistes symbole de la cause LGBT comme Frank Ocean, avec lequel il a fondé le collectif Odd Future, collaboré sur Goblin et plusieurs titres sur Flower Boy. Son guitariste Steve Lacy lui aussi affichant sa bisexualité permet de démanteler ces rumeurs.

## Vie personnelle
En 2017, après la sortie de son album Flower Boy, beaucoup de fans et de médias supposent, d'après les paroles de certains morceaux, que Tyler fait son coming out. Le rappeur n'a cependant jamais réagi aux rumeurs et laisse planer le mystère[réf. souhaitée].
Le rappeur et acteur Jaden Smith déclare en novembre 2018 lors d'un concert être le petit ami de Tyler, bien que celui-ci affirme le contraire[réf. nécessaire].

## Discographie

### Albums non-studio
- 2009 : Bastard

### Albums studio
- 2011 : Goblin
- 2013 : Wolf
- 2015 : Cherry Bomb
- 2017 : Flower Boy
- 2019 : Igor
- 2021 : Call Me If You Get Lost
- 2023 : Call Me If You Get Lost : The Estate Sale
- 2024 : Chromakopia
- 2025 : Don't Tap The Glass

### EP
- 2018 : Music Inspired by Illumination and Dr. Seuss' The Grinch

### Mixtapes
- 2007 : Stereo Type
- 2007 : Eargasm (sous Ace Creator)
- 2007 : At Your Own Risk
- 2008 : Radio Arcade
- 2008 : I Smell Panties, feat. Jasper Dolphin
- 2009 : Zombie Circus

### Albums perdus
- 2008 : dinosaur Ep (version originale de Bastard) ;
- 2010 : Wolf (version originale de Goblin contenant les titres Tron cat et Fish. L’album était une version originale de goblin avec une trame narrative différente) ;
- 2011 : nilbog album instrumental, supprimé 3 heures après la sortie du projet.

### Albums collaboratifs
- 2007 : Arrogance 1000 (avec HorseMeat Poney & Jnouny John)
- 2008 : The Odd Future Tape (avec Odd Future)
- 2010 : Radical (avec Odd Future)
- 2011 : 12 Odd Future Songs (avec Odd Future)
- 2012 : The OF Tape Vol. 2 (avec Odd Future)

## Filmographie
- 2011 : Workaholics (saison 2 épisode 1)
- 2011 : Arrogance Parking Lot : Future Life 3018 (produit par Stefan Scott & Harry Lasnier)
- 2011 : Regular Show (saison 3 épisode 9)
- 2012 : Loiter Squad
- 2012 : The Mindy Project (saison 1 épisode 10)
- 2013 : Made in America (documentaire) de Ron Howard : lui-même
- 2014-2017 : The Jellies!, saison test sur l'application Golf media
- 2014-2018 : Golf radio, série de podcasts audio avec des invités tel que Seth Rogan ou A$ap Rocky
- 2020 : Kidding (saison 2 épisodes 7-9)

## Distinctions
| Année | Organisation            | Catégorie                                  | Catégorie                                  | Résultat   |
| ----- | ----------------------- | ------------------------------------------ | ------------------------------------------ | ---------- |
| 2011  | O Music Awards          | Most Outrageous Tweet                      | Most Outrageous Tweet                      | Nomination |
| 2011  | MTV Video Music Awards  | Meilleur nouvel artiste                    | Meilleur nouvel artiste                    | Lauréat    |
| 2011  | MTV Video Music Awards  | Vidéo de l'année (pour la chanson Yonkers) | Vidéo de l'année (pour la chanson Yonkers) | Nomination |
| 2011  | MTV2 Sucker Free Awards | Rookie de l'année                          | Rookie de l'année                          | Lauréat    |
| 2011  | MTV2 Sucker Free Awards | Must Follow Artist                         | Must Follow Artist                         | Lauréat    |
| 2018  | Grammy Awards           | Meilleur album de rap                      | Flower Boy                                 | Nomination |
| 2020  | Grammy Awards           | Meilleur album de rap                      | Igor                                       | Lauréat    |
| 2022  | Grammy Awards           | Meilleur album de rap                      | Call Me If You Get Lost                    | Lauréat    |